# 가도 (당나라)
가도(賈島, 779년-843년)는 당나라의 시인이다. 자는 양선(浪仙) 또는 낭선(閬仙)이다.

## 개요
가도는 범양(范陽, 현 베이징 시) 사람으로 처음에는 진사 시험에 성공하지만 때려치고 승려가 되어 법호를 무책이라고 불렀다. 이후에 낙양(洛陽)에 나와 한유(韓愈)에게 문장을 배웠고, 그 재주와 학식을 인정받아 환속해 진사로 뽑혔다. 835년에 장강 현(쓰촨성)의 주부가 되어, 841년에 보주사창참사가 되어 사호에 부임하라는 명을 받고, 부임 전에 쇠고기를 과식해 향년 65세의 나이로 죽었다.
송나라 시인 소동파는 맹교(孟郊)와 함께 ‘교한도수(郊寒島瘦)’라 불렀으며, 또 ‘퇴고(堆敲)’라는 말을 낳기도 하였다.

## 작품
특히 오언 율시에 능했으며, 저서에 《정강집》외 3권이 있다.

## 같이 보기
- 퇴고